# Create
Create es una canal de televisión de transmisión digital estadounidense. La programación 24 horas del canal comprende programas especializados en cómo se hace,y  hágalo usted mismo, así como espacios sobre instructivos en temas de  estilo de vida.

## Historia
Create se lanzó por primera vez en los servicios digitales WGBH-TV DTV/Comcast Cable y WLIW DTV/Cablevision, estación hermana de WNET, en 2004. Luego Create fue lanzado a nivel nacional, el 9 de enero de 2006.
En 2009, American Public Television (APT) comenzó a buscar una compañía de televisión por suscripción del nivel nacional, mientras que siete estaciones ya habían encontrado compañías locales de cable que pagaban sus tarifas de distribución. Diez estaciones en aquel momento estaban insertando el canal en su programación local.
La conocida estación WETA-TV, lanzó Create en su canal .2 en enero de 2012. Ese mismo año la APT comenzó a planificar una programación más original y exclusiva.

## Operaciones
American Public Television (APT), WGBH-TV y WNET operan el canal. APT se encarga de las relaciones con los afiliados, la distribución, el marketing y la suscripción, y las relaciones con los productores y los espectadores. Un equipo conjunto diseña el cronograma y todos trabajan juntos en la planificación estratégica y comercial. WNET produce promociones y anuncios para la red y proporciona servicios de control master.
Se distribuye a través de afiliaciones de subcanales digitales con estaciones de televisión pública que son miembros o están suscritas a APT Exchange, NETA y PBS Plus. Las tarifas de licenciamiento a las estaciones se dividen en cinco niveles de precios, según el presupuesto, el mercado y el tamaño de la estación. La tienda virtual Shop Create webstore también genera ingresos para el canal.

## Programación
La programación de la cadena está programada en dos bloques de 12 horas; Los afiliados locales pueden insertar programación local hasta dos horas por bloque. Por ejemplo, WTTW de Chicago transmite Check, Please!, una serie de reseñas de restaurantes producida localmente, mientras que Nebraska Educational Television pasa Backyard Farmer en su red de emisoras. El horario de programas de Create se basa en sus archivos de programas educativos y de estilo de vida distribuidos por el propietario de los mismos, la American Public Television (7%), PBS Plus y la Asociación Nacional de Telecomunicaciones Educativas (NETA). Las series programadas versan sobre artesanías y manualidades, cocina, jardinería, mejoras para el hogar, viajes y otros programas de estilo de vida.
Create principalmente emite programas de cocina de aire (como Lidia's Italy, Mexico: One Plate at a Time, Sara's Weeknight Meals y America's Test Kitchen y su spin-off Cook's Country y del famoso chef Toni Fiore Vegan Mashup and Totally Vegetarian) que componen gran parte de los horarios matutinos de máxima audiencia, y los nocturnos del canal. También se presentan varios programas de mejoras para el hogar, jardinería y manualidades (como Hometime, Sewing with Nancy y This Old House), junto con programas selectos sobre viajes (como Globe Trekker y Rick Steves 'Europe).